# Brigitte Kraus
Brigitte Kraus, född den 12 augusti 1956, är en tysk före detta friidrottare som tävlade i medeldistanslöpning.
Kraus främsta merit är silvermedaljen vid det första världsmästerskapet 1983 på 3 000 meter. Hon har radat upp framgångar vid inomhus-EM där hon två gånger vann guld på 1 500 meter och en gång vann guld på 3 000 meter.

## Personliga rekord
- 1 500 meter - 4.07,40 från 1987
- 3 000 meter - 8.35,11 från 1983